# 루코제이드

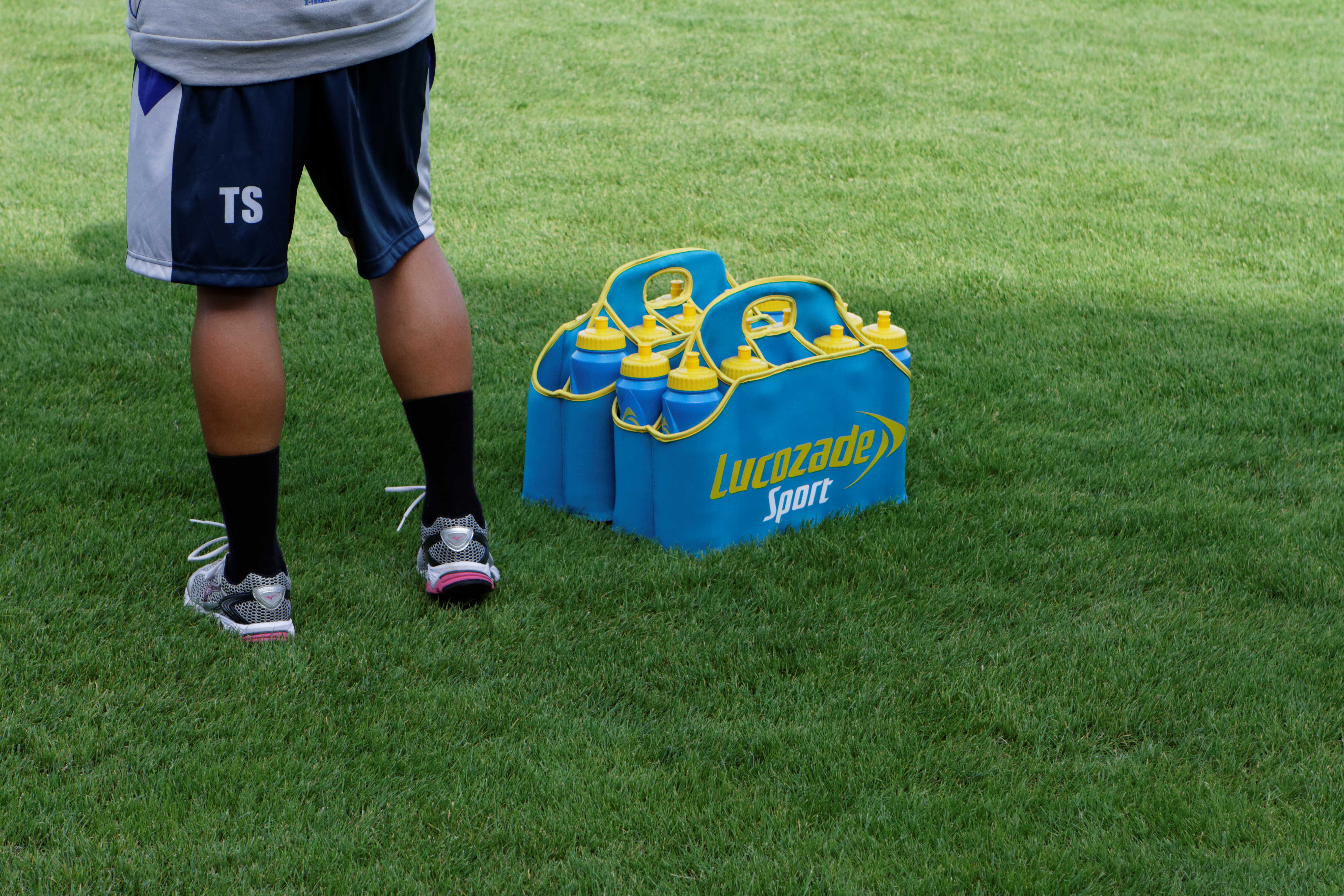
2014년 여자 럭비 월드컵 중 루코제이드 음료

루코제이드(Lucozade)는 일본의 산토리에서 제조 하는 영국의 청량음료 및 에너지음료 브랜드이다. 1927년 영국 뉴캐슬어폰타인 출신의 약사 윌리엄 오웬 (William Owen)이 독감이나 인플루엔자 바이러스에 쉽게 감염되는 사람들을 위해 개발되었다. 출시 당시 영국 대부분의 병원에서 '글루코제이드(Glucozade)'라는 제품명으로 환자들에게 공급되었으며, 1929년 현재의 '루코제이드'로 명칭이 변경되었다. 1938년에는 영국의 제약회사인 비샴그룹(Beecham Group plc)에 인수되었으며 2013년 9월에 일본의 산토리푸즈에 13억 5천만 파운드에 매각되었다.
과거 감기환자에게 사용되었던 루코제이드 제품의 슬로건은 'Lucozade aids recovery' (루코제이드는 회복을 돕는다)였으나 현재의 루코제이드는 스포츠 음료로써 'Lucozade replaces lost energy (루코제이드는 잃어버린 에너지를 채워준다)로 대체되었다. 설탕과 카페인이 다량 함유되어 미성년자에게는 부작용이 있을 수 있으므로 보호자의 지도가 따른다. EPL 선수들이 많이 음용하는 모습을 볼 수 있지만 대한민국에는 아직 정식 수입되고 있지 않다.